# دانيال بروكس
دانيال بروكس (بالإنجليزية: Danielle Brooks)‏ هي ممثلة أمريكية، ولدت في 17 سبتمبر 1989 بأوغستا في الولايات المتحدة. بدأت مشوارها المهني سنة 2012، ومن الجوائز التي نالتها جائزة المسرح العالمي سنة 2016.

## أعمال

### مسلسلات
- البرتقالي هو الأسود الجديد

## جوائز وترشيحات
جوائز
- جائزة المسرح العالمي (2016)

ترشيحات
- جائزة توني لأفضل ممثلة في مسرحية موسيقية [الإنجليزية]‏ (2016)

## وصلات خارجية
- دانيال بروكس على موقع IMDb (الإنجليزية)
- دانيال بروكس على موقع ألو سيني (الفرنسية)
- دانيال بروكس على موقع ميوزك برينز (الإنجليزية)
- دانيال بروكس على موقع أول موفي (الإنجليزية)
- دانيال بروكس على موقع قاعدة بيانات برودواي على الإنترنت (الإنجليزية)
- دانيال بروكس على موقع قاعدة بيانات الفيلم (الإنجليزية)
- دانيال بروكس على موقع كينوبويسك (الروسية)